# 屋島之戰

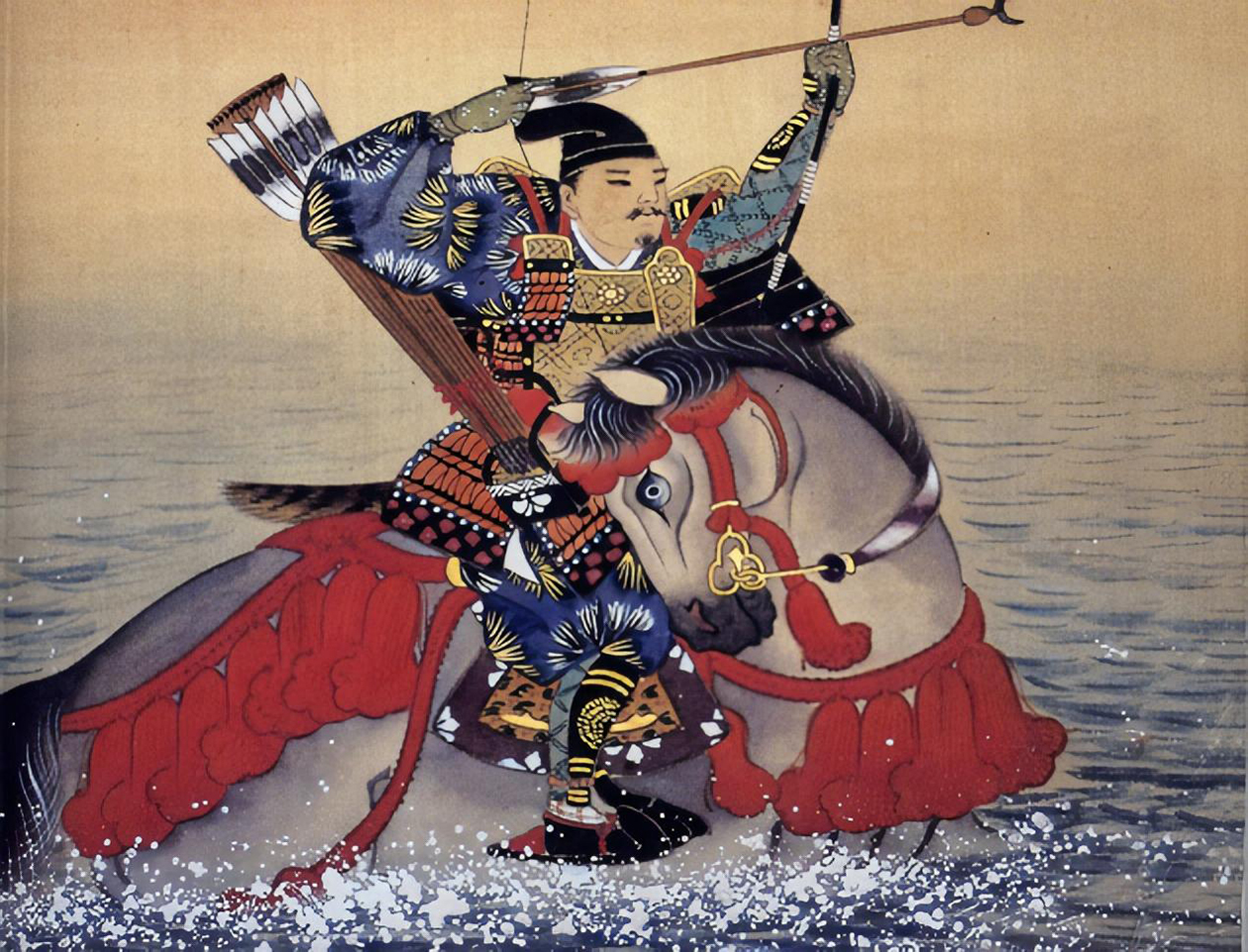
那須與一騎射英姿

屋島之戰（屋島の戦い），發生於日本平安時代末期，為源平合戰的關鍵戰役之一。

## 過程
一之谷之戰後，源賴朝忌憚源義經戰功顯赫，刻意冷落源義經，1184年9月，命源義經留守京都，只派源範賴追擊平家。源範賴為繞到平家背後，取徑山陽道，但為平家識破，大軍遭平行盛截斷，關門海峽亦為平知盛封鎖，陷入兵糧不繼的困境。1185年1月，源賴朝迫不得已，命源義經領軍前往救援。
2月，源義經自京都起程前往攝津渡辺港，整備軍艦，目標直指平家屋島陣地。但正當出航之際，暴風雨來襲，軍監梶原景時及部下、船長們皆認為此時不宜冒險。源義經力斥眾議，安排5艘船各150騎，隨即出航。源義經艦隊乘風破浪，比想像中更快抵達四國，但也由於風浪的影響，偏離了預定航道，在阿波的勝浦靠岸。然而源義經上岸整軍後，即策馬疾馳，翌日清晨便已進軍至屋島前方村落。
源義經眺望平家陣營，發現平家紅旗浩浩，軍容整盛，並且還有數艘艦艇在港。源義經自知不能力敵，只能智取，於是便在周圍村莊放火，假立源氏白旗多數，製造大軍襲來的幻象。平家見狀大驚，以為一之谷奇襲再現，倉皇奪船奔走。源義經趁勢搶灘上岸，迅速衝入本陣放火。不久，平家發現中計，掉頭回擊，弓矢齊飛。平家軍中號稱第一射手的平教經向源義經放了一記冷箭，源義經四天王之一的佐藤繼信策馬奔前以身擋箭，強箭穿甲，佐藤繼信中箭落馬。源義經立刻下馬抱起繼信，繼信寥留數語後便氣絕殞命，義經哀慟不已。
戰事陷入膠著，雙方暫且按兵不動。平家為了展現出己方游刃有餘的實力，打擊源氏的士氣，故意派出一艘小船，載著花樣年華的美少女，立起紅底金箔的日之丸小扇，前往源氏陣地挑釁。源義經則派出軍中的弓射名手那須與一接戰。小船停在箭程邊線左右，船上小扇隨著波浪起伏而搖擺不定，那須與一縱馬入海，一箭射中70餘公尺外的小扇，源軍歡聲雷動，士氣大振。
不久由於平家誤信源範賴率大軍增援的情報，加以屋島基地已受創嚴重，平家決定放棄屋島，向西撤退，屋島之戰結束。此戰造成瀨戶內海拱手讓與源氏，河野通信等水軍勢力及中國、四國的武士集團也一一向源氏輸誠，平家面臨山窮水盡的局面。